# Aanslag in Manhattan op 31 oktober 2017
Op 31 oktober 2017 reed een man met een gehuurde pick-uptruck in op mensen in Manhattan (New York). De slachtoffers bevonden zich op een fiets- en voetgangerspad op West Street. De bestuurder raakte verschillende mensen, waarna hij tegen een schoolbus tot stilstand kwam. De bestuurder werd in zijn buik geschoten en gearresteerd door de New York City Police Department, toen hij uit het voertuig kwam met twee nepwapens in zijn handen. Hij zou herhaaldelijk "Allahoe Akbar" hebben geroepen. Volgens Bill de Blasio, burgemeester van New York, ging het om een terreurdaad.

## Slachtoffers
Er vielen 8 doden, onder wie 2 Amerikaanse burgers. Onder de dodelijke slachtoffers is ook een Belgische vrouw van 31 uit Staden, bij Roeselare. Ze laat een man en twee zoontjes na van 3 jaar resp. 3 maanden oud. Volgens de overheid van Argentinië bevonden zich 5 mensen met de Argentijnse nationaliteit onder de dodelijke slachtoffers. De Argentijnse slachtoffers maakten deel uit van een groep van tien studievrienden, allemaal 48 of 49 jaar oud, uit de stad Rosario. Onder de gewonden bevond zich een Belgisch gezin. De vader en moeder raakten zwaargewond, hun zoon lichter.

## Dader
De bestuurder van het voertuig werd geïdentificeerd als de 29-jarige Sajfoello Sajpov (Sayfullo Habibullaevic Saipov). Zeven jaar voor de aanslag emigreerde hij vanuit Oezbekistan naar de Verenigde Staten. In zijn pick-uptruck had hij een briefje achtergelaten, waarop volgens Amerikaanse media staat dat hij uit naam van terreurorganisatie IS handelde.
In afwachting van zijn proces wordt hij in voorhechtenis gehouden in het MCC New York.